# Quantum Tangle
Quantum Tangle est un groupe musical canadien, créé en 2014, lauréat d'un prix Juno en 2017.
Le groupe combine chant de gorge inuit traditionnel, narration, folk rock influencé de blues. Il est composé de Tiffany Ayalik, chanteuse, GR Gritt, chanteur et guitariste et Kayley Inuksuk Mackay, batteur et chanteur de gorge.

## Historique
Ayalik est une Inuk, originaire de Yellowknife, dans les Territoires du Nord-Ouest. Gritt, qui est Ojibwe - Métis, est né à Sudbury, en Ontario. Il grandit dans la communauté périphérique de Warren et s'installe à Yellowknife en 2009. En tant qu'artiste solo, Gritt est finaliste régional du concours Searchlight de CBC Music en 2013 et 2014.
Gritt et Ayalik se rencontrent au festival des arts Scène du Nord à Ottawa, en Ontario. Ils forment en 2014 le groupe Quantum Tangle à Yellowknife.
Pendant quatre ans, ils sont mentorés au Northern Arts and Cultural Centre de Yellowknife. Gritt devient transgenre en 2014 et utilise des pronoms neutres. Ayalik se produit également en tant qu'actrice de théâtre.
Quantum Tangle sort un EP Tiny Hands en 2017 et son premier album complet, Shelter as we go..., en 2017. Les deux enregistrements sont sortis sur le label Coax.
Le groupe remporte le prix Juno de l'album de musique autochtone de l'année pour son album Tiny Hands en 2017,.
Mackay rentre dans le groupe en mai 2018, au moment des Indigenous Music Awards.

## Travail
La musique du groupe évoque le racisme systémique, s'efforce de combattre les idéologies coloniales omniprésentes et vise à autonomiser les groupes marginalisés.
En plus de faire de la musique, Quantum Tangle anime des ateliers scolaires et de performances sur le thème des questions autochtones dans le Nord canadien.